# 新列托沃斯卡亞戰役
新利托沃斯卡亚战役发生在1919年8月7日，是两支敌对部队在各自巡逻该镇期间遇见的结果。 在最初的顽强抵抗之后，整个俄罗斯巡逻队被歼灭，而同样实力的美国巡逻队却完全完好。